# Sycia legeri
Sycia legeri is een soort in de taxonomische indeling van de Myzozoa, een stam van microscopische parasitaire dieren. Het organisme komt uit het geslacht Sycia en behoort tot de familie Lecudinidae. Sycia legeri werd in 1946 ontdekt door Ganapati.